# Nikolaj Stambula
Nikolaj Stambula (russisk: Никола́й Пантелее́вич Стамбула́) (født 20. december 1945 i Rubezjnoje i Sovjetunionen) er en russisk filminstruktør, manuskriptforfatter og skuespiller.

## Filmografi
- Voltja krov (Волчья кровь, 1995)[1][2]
- Marsj-brosok (Марш-бросок, 2003)